# Cattedrali in Colombia
Questa è una lista delle cattedrali in Colombia.

## Cattedrali cattoliche
| Cattedrale                                                | Arcidiocesi o Diocesi                            | Località               | Immagine |
| --------------------------------------------------------- | ------------------------------------------------ | ---------------------- | -------- |
| Cattedrale di Maria Regina                                | Arcidiocesi di Barranquilla                      | Barranquilla           |          |
| Cattedrale di Nostra Signora della Candelaria             | Diocesi di El Banco                              | El Banco               |          |
| Cattedrale di Nostra Signora dei Rimedi                   | Diocesi di Riohacha                              | Riohacha               |          |
| Cattedrale di Santa Marta                                 | Diocesi di Santa Marta                           | Santa Marta            |          |
| Cattedrale di Nostra Signora del Rosario                  | Diocesi di Valledupar                            | Valledupar             |          |
| Cattedrale dell'Immacolata Concezione                     | Arcidiocesi di Bogotà                            | Bogotà                 |          |
| Cattedrale di San Giovanni Battista della Strada          | Diocesi di Engativá                              | Engativá               |          |
| Cattedrale della Santissima Vergine del Rosario           | Diocesi di Facatativá                            | Facatativá             |          |
| Cattedrale di San Giacomo apostolo                        | Diocesi di Fontibón                              | Fontibón               |          |
| Cattedrale del Cuore Immacolato di Maria Vergine          | Diocesi di Girardot                              | Girardot               |          |
| Cattedrale di Gesù Cristo Nostra Pace                     | Diocesi di Soacha                                | Soacha                 |          |
| Cattedrale della Santissima Trinità                       | Diocesi di Zipaquirá                             | Zipaquirá              |          |
| Cattedrale della Sacra Famiglia                           | Arcidiocesi di Bucaramanga                       | Bucaramanga            |          |
| Cattedrale dell'Immacolata Concezione di Maria Vergine    | Diocesi di Barrancabermeja                       | Barrancabermeja        |          |
| Cattedrale dell'Immacolata Concezione di Maria Vergine    | Diocesi di Málaga-Soatá                          | Málaga                 |          |
| Concattedrale dell'Immacolata Concezione di Maria Vergine | Diocesi di Málaga-Soatá                          | Soatá                  |          |
| Cattedrale di Nostra Signora del Soccorso                 | Diocesi di Socorro e San Gil                     | Socorro                |          |
| Cattedrale della Madonna della Neve                       | Diocesi di Vélez                                 | Vélez                  |          |
| Cattedrale di San Pietro                                  | Arcidiocesi di Cali                              | Cali                   |          |
| Cattedrale di San Bonaventura                             | Diocesi di Buenaventura                          | Buenaventura           |          |
| Cattedrale di San Pietro                                  | Diocesi di Buga                                  | Guadalajara de Buga    |          |
| Cattedrale di Nostra Signora del Carmelo                  | Diocesi di Cartago                               | Cartago                |          |
| Cattedrale di Nostra Signora del Rosario                  | Diocesi di Palmira                               | Palmira                |          |
| Cattedrale di Santa Maria                                 | Arcidiocesi di Cartagena                         | Cartagena de Indias    |          |
| Cattedrale di Nostra Signora della Candelora              | Diocesi di Magangué                              | Magangué               |          |
| Cattedrale Montelíbano                                    | Diocesi di Montelíbano                           | Montelíbano            |          |
| Cattedrale di San Girolamo                                | Diocesi di Montería                              | Montería               |          |
| Cattedrale di San Francesco d'Assisi                      | Diocesi di Sincelejo                             | Sincelejo              |          |
| Cattedrale dell'Immacolata Concezione di Maria Vergine    | Arcidiocesi di Ibagué                            | Ibagué                 |          |
| Cattedrale di Nostra Signora del Rosario                  | Diocesi di Espinal                               | El Espinal             |          |
| Cattedrale di Nostra Signora di Lourdes                   | Arcidiocesi di Florencia                         | Florencia              |          |
| Cattedrale dell'Immacolata Concezione della Vergine Maria | Diocesi di Garzón                                | Garzón                 |          |
| Cattedrale di Nostra Signora del Carmine                  | Diocesi di Líbano-Honda                          | Líbano                 |          |
| Concattedrale di Nostra Signora del Rosario               | Diocesi di Líbano-Honda                          | Honda                  |          |
| Cattedrale dell'Immacolata Concezione di Maria Vergine    | Diocesi di Neiva                                 | Neiva                  |          |
| Cattedrale di Nostra Signora della Mercede                | Diocesi di San Vicente del Caguán                | San Vicente del Caguán |          |
| Cattedrale di Nostra Signora del Rosario                  | Arcidiocesi di Manizales                         | Manizales              |          |
| Cattedrale dell'Immacolata Concezione di Maria Vergine    | Diocesi di Armenia                               | Armenia                |          |
| Cattedrale di Nostra Signora del Carmelo                  | Diocesi di La Dorada-Guaduas                     | La Dorada              |          |
| Concattedrale di San Michele                              | Diocesi di La Dorada-Guaduas                     | Guaduas                |          |
| Cattedrale di Nostra Signora della Povertà                | Diocesi di Pereira                               | Pereira                |          |
| Cattedrale dell'Immacolata Concezione di Maria Vergine    | Arcidiocesi di Medellín                          | Medellín               |          |
| Cattedrale di Nostra Signora della Mercede                | Diocesi di Caldas                                | Caldas                 |          |
| Cattedrale di Nostra Signora del Rosario                  | Diocesi di Girardota                             | Girardota              |          |
| Cattedrale di Nostra Signora della Mercede                | Diocesi di Jericó                                | Jericó                 |          |
| Cattedrale di San Nicola                                  | Diocesi di Sonsón-Rionegro                       | Sonsón                 |          |
| Concattedrale di San Nicola                               | Diocesi di Sonsón-Rionegro                       | Rionegro               |          |
| Cattedrale di Santa Chiara                                | Arcidiocesi di Nueva Pamplona                    | Pamplona               |          |
| Cattedrale di Santa Barbara                               | Diocesi di Arauca                                | Arauca                 |          |
| Cattedrale di San Giuseppe                                | Diocesi di Cúcuta                                | Cúcuta                 |          |
| Cattedrale di Sant'Anna                                   | Diocesi di Ocaña                                 | Ocaña                  |          |
| Cattedrale di San Luigi Bertrán                           | Diocesi di Tibú                                  | Tibú                   |          |
| Cattedrale dell'Assunzione di Maria Vergine               | Arcidiocesi di Popayán                           | Popayán                |          |
| Cattedrale di San Pietro martire                          | Diocesi di Ipiales                               | Ipiales                |          |
| Cattedrale di Sant'Alfonso de' Liguori                    | Diocesi di Mocoa-Sibundoy                        | Sibundoy               |          |
| Cattedrale di San Michele Arcangelo                       | Diocesi di Mocoa-Sibundoy                        | Mocoa                  |          |
| Cattedrale del Sacro Cuore di Gesù                        | Diocesi di Pasto                                 | Pasto                  |          |
| Cattedrale di Sant'Andrea                                 | Diocesi di Tumaco                                | Tumaco                 |          |
| Cattedrale dell'Assunzione di Maria Vergine               | Arcidiocesi di Santa Fe de Antioquia             | Santa Fe de Antioquia  |          |
| Cattedrale di Nostra Signora del Carmelo                  | Diocesi di Apartadó                              | Apartadó               |          |
| Cattedrale di San Paolo                                   | Diocesi di Istmina-Tadó                          | Istmina                |          |
| Concattedrale di San Giuseppe                             | Diocesi di Istmina-Tadó                          | Tadó                   |          |
| Cattedrale di San Francesco d'Assisi                      | Diocesi di Quibdó                                | Quibdó                 |          |
| Cattedrale di Nostra Signora del Rosario di Chiquinquirá  | Diocesi di Santa Rosa de Osos                    | Santa Rosa de Osos     |          |
| Cattedrale di San Giacomo                                 | Arcidiocesi di Tunja                             | Tunja                  |          |
| Cattedrale del Sacro Cuore di Gesù                        | Diocesi di Chiquinquirá                          | Chiquinquirá           |          |
| Cattedrale del Bambino Dio                                | Diocesi di Duitama-Sogamoso                      | Duitama                |          |
| Concattedrale di San Martino                              | Diocesi di Duitama-Sogamoso                      | Sogamoso               |          |
| Cattedrale di Nostra Signora della Candelaria             | Diocesi di Garagoa                               | Garagoa                |          |
| Cattedrale di San Giuseppe                                | Diocesi di Yopal                                 | Yopal                  |          |
| Cattedrale di Nostra Signora del Carmelo                  | Arcidiocesi di Villavicencio                     | Villavicencio          |          |
| Cattedrale di Nostra Signora del Carmelo                  | Diocesi di Granada in Colombia                   | Granada                |          |
| Cattedrale di San Giuseppe                                | Diocesi di San José del Guaviare                 | San José del Guaviare  |          |
| Cattedrale dell'Immacolata Concezione                     | Vicariato apostolico di Guapi                    | Guapi                  |          |
| Cattedrale di Nostra Signora del Carmine                  | Vicariato apostolico di Inírida                  | Inírida                |          |
| Cattedrale di Nostra Signora della Pace                   | Vicariato apostolico di Leticia                  | Leticia                |          |
| Cattedrale di Maria Immacolata                            | Vicariato apostolico di Mitú                     | Mitú                   |          |
| Cattedrale di Nostra Signora del Carmine                  | Vicariato apostolico di Puerto Carreño           | Puerto Carreño         |          |
| Cattedrale di Maria Madre della Chiesa                    | Vicariato apostolico di Puerto Gaitán            | Puerto Gaitán          |          |
| Cattedrale di Nostra Signora del Carmine                  | Vicariato apostolico di Puerto Leguízamo-Solano  | Puerto Leguízamo       |          |
| Cattedrale della Sacra Famiglia                           | Vicariato apostolico di San Andrés e Providencia | San Andrés             |          |
| Cattedrale di Sant'Antonio                                | Vicariato apostolico di Tierradentro             | Belalcázar             |          |
| Cattedrale dell'Immacolata Concezione di Maria Vergine    | Vicariato apostolico di Trinidad                 | Trinidad               |          |
| Procattedrale di Nostra Signora del Libano                | Esarcato apostolico della Colombia               | Bogotà                 |          |
| Cattedrale di Gesù Cristo Redentore                       | Ordinariato militare in Colombia                 | Bogotà                 |          |